# Здание средней школы № 2 (Грозный)

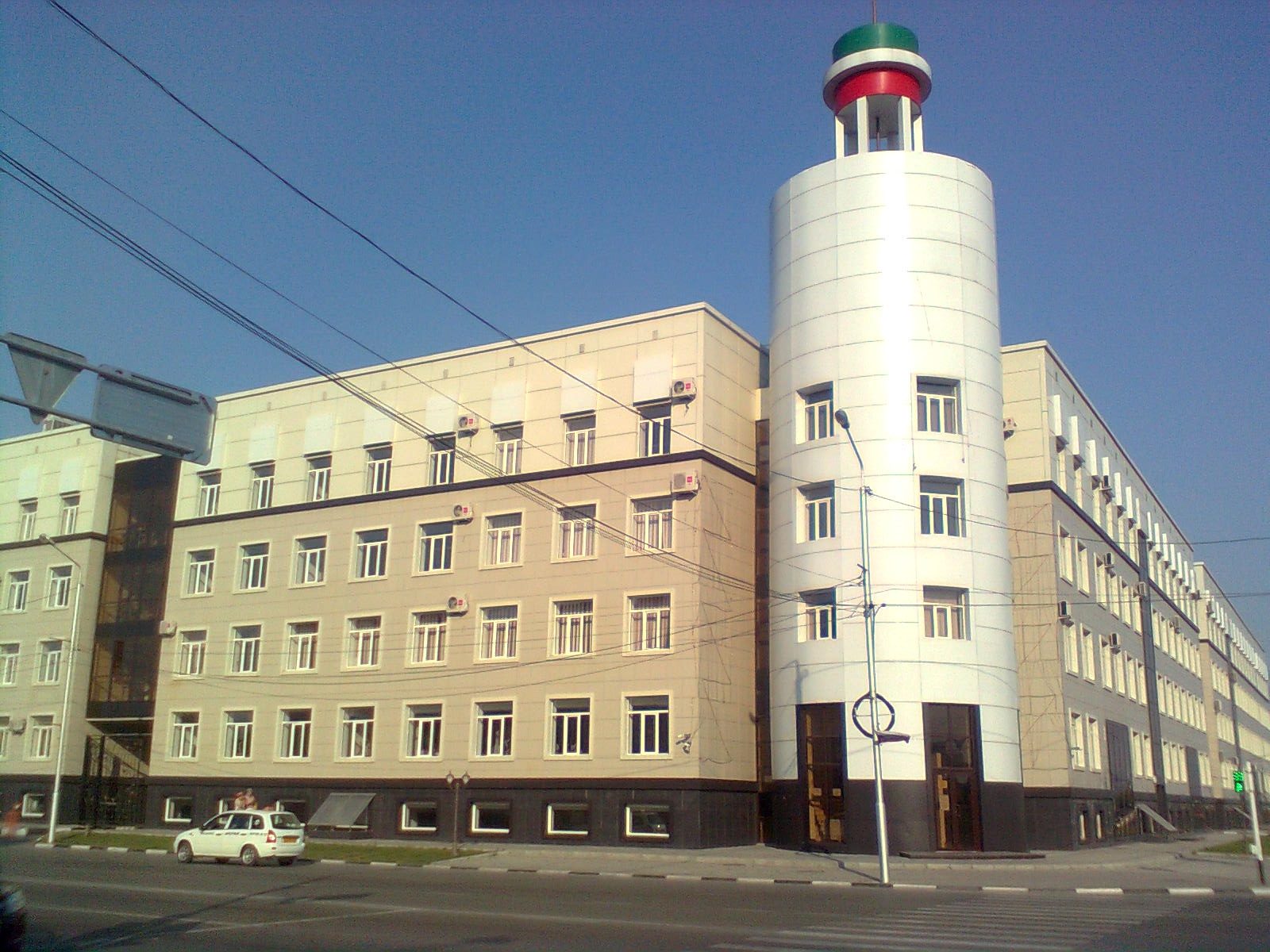
Главный корпус Грозненского нефтяного университета, расположенный на месте реального училища.

Средняя школа № 2 (первоначально реальное училище) была построена в центре Грозного в 1912 году. Здание было разрушено в ходе боёв Первой чеченской войны. Утраченный объект культурного наследия России.

## История
В 1902 году в Грозном было открыто первое в городе среднее учебное заведение — женская гимназия. Реальное училище, ставшее впоследствии средней школой № 2, было открыто в 1904 году. Однако поначалу оно не имело собственного здания и потому арендовало несколько зданий на правом берегу реки Сунжа. Здание было построено в 1912 году на углу улиц, которые тогда назывались Михайловская и Александровская, по проекту архитектора Павла Павловича Шмидта.
Выпускниками училища были будущий командир Чеченской Красной армии Асланбек Шерипов, участник борьбы за Советскую власть на Северном Кавказе Николай Анисимов, государственный деятель советской Абхазии Нестор Лакоба, советский военный деятель, командарм 2-го ранга Михаил Левандовский, один из основоположников чеченской письменности Ахмат Мациев, чеченский писатель и драматург Халид Ошаев. Здесь учился, но из-за отсутствия средств на оплату не смог завершить обучение, один из основоположников чеченской литературы Саид Бадуев.
После Октябрьской революции в здании расположился Грозненский городской совет. 1 августа 1920 года в здании начал свой первый учебный год Грозненский нефтяной техникум под руководством директора приват-доцента Л. В. Курского. 17 января 1923 года в здесь прошёл I съезд Советов Чеченской автономной области. На съезде присутствовали Н. Ф. Гикало, С. М. Будённый, К. Е. Ворошилов.
19 марта 1923 года на X Грозненской партийной конференции РКП(б) с докладом о политике Советского государства выступил Анастас Микоян. В этом же здании Микоян выступил ещё раз: на I съезде Советов Чечни 29 июля 1924 года.
В годы Великой Отечественной войны в здании располагался военный госпиталь.
Здание было разрушено в ходе боёв Первой чеченской войны. В настоящее время на этом месте располагается главный корпус Грозненского нефтяного университета.

## Память
В дореволюционной России была выпущена открытка с изображением здания училища.
В 1960 году на здании школы была установлена мемориальная доска с текстом:
Здесь в период с 1914 по 1917 годы учился славный герой Гражданской войны Асланбек Шерипов.
В 1974 году перед зданием школы была установлена памятная стела, посвящённая Николаю Анисимову.
В 1982 году была установлена ещё одна мемориальная доска:
На этом месте находилось первое Грозненское реальное училище, в котором обучались выдающиеся революционеры: руководитель грозненских большевиков Н. А. Анисимов и организатор Грозненской Красной армии М. К. Левандовский.
В том же году была установлена мемориальная доска следующего содержания:
В этом здании в июле 1924 года состоялся I-й съезд Советов Чеченской автономной области.
Рядом со школой была установлена памятная стела (разрушенная в ходе первой чеченской войны) с барельефом Асланбека Шерипова и его изречением:
В нас вы не найдёте мюридов газавата, но увидите мюридов революции.